# William F. Sharpe
William Forsyth Sharpe (Boston, Massachusetts, 1934. június 16. –) amerikai közgazdász. 1990-ben közgazdasági Nobel-emlékdíjat kapott a tőkejavak árazási elméletéért, amelyet megosztott Harry Markowitz-cel és Merton Millerrel.

## Élete
Sharpe 1934-ben született Bostonban. Édesapja angol irodalmat oktatott az egyetemen, az édesanyja tudós volt. Miután először az orvosi egyetemről üzemgazdászként iratkozott át, majd onnan közgazdászszakra váltott, 1955-ben diplomázott a Berkeley-n, majd 1956-ban a mesterképzést is elvégezte. 1961-ben doktorit tett le közgazdaságtanból a Kaliforniai Egyetemen, Los Angelesben. Erős hatással voltak rá Harry Markowitz elméletei, akit a RAND vállalatnál ismert meg. 
1968-ig a Washingtoni Egyetemen tanított Seattle-ben, 1970-ig pedig a Stanfordon, ezután szüneteltette a tanítást, hogy megalapíthassa később befektetésekkel foglalkozó cégét, a Sharpe-Russell Kutatószolgálatot együttműködve a Frank Russell Vállalattal, majd a cég később a William F. Sharpe Társulat nevet vette fel. 1986-ban feleségül vette Kathrynt, aki festő. Két gyermekük született, Deborah és Jonathan. 1993-ban visszatért a Stanfordra, hogy pénzügyet tanítson. 1996-ban portfólióképző vállalatot alapított Financial Engines, Inc. néven.

## Munkássága
Sharpe a tőkepiaci árfolyamok modelljéről (Capital Asset Pricing Model vagy csak CAPM) híres, ami azóta a pénzügyi gazdaságtan és a portfólió menedzsment alapját képezi. Gondolatainak alappilléreit már a doktori disszertációjában megfogalmazta, aminek konzulense Harry Markowitz volt. Munkája 1962-ben jelent meg a Journal of Finance-ben, és először negatív kritikát kapott. Tanulmánya szerkesztői javításokon esett át, és két évvel később 1964-ben adták ki. 
A Sharpe-féle modell szerint a részvény várható hozamát a kockázatmentes hozam és a kockázati prémium és a befektetés piaci érzékenységének (bétájának) szorzata adja. A kockázatmentes hozam kárpótolja a befektetőt a lekötött tőkéért, a béta és prémium pedig megvédi őt az esetleges kockázatoktól.